# ベルチテ
ベルチテ（スペイン語: Belchite）は、スペイン・アラゴン州サラゴサ県のムニシピオ（基礎自治体）。コマルカとしてはカンポ・デ・ベルチテの中心地である。

## 地理
アラゴン州の州都サラゴサから約40km南東にある。ロボ丘陵を最高地点とする小高い丘に囲まれた平原上にあり、ベルチテ周辺はアラゴン州でもっとも乾燥した場所の一つである。エブロ川の支流であるアグアスビバス川の流域にある。

## 歴史
1118年にはアラゴン王アルフォンソ1世がこの地に残っていたタイファのサラゴサ王国を破り、1122年には前線を守るためにベルチテ騎士修道会が設立された。
ベルチテの町は19世紀以後に2つの激しい戦闘の地となった。スペイン独立戦争中の1809年6月15日、フランス軍とスペイン軍がベルチテ近郊で戦った。スペイン内戦までのベルチテには2つの修道院といくつかの教会があったが、スペイン内戦中の1937年8月24日から9月7日、共和派と反乱軍の間でアラゴン戦線のひとつとしてベルチテの戦いが行われ、かつての市街地は完全に破壊されて廃墟となった。フランコ独裁政権は、廃墟を内戦の「生きた」遺産として残しておくことを命じ、内戦終結後の1939年以後にはゴーストタウンとなった廃墟に西側に隣接して新市街地が建設された。新市街地の建設には主に共和派の囚人が駆り出された。1964年には最後まで廃墟に残っていた住人が新市街地に引っ越した。
この廃墟はいくつかの映画の撮影に使用されており、テリー・ギリアム監督のコメディ『バロン』（1988年）、ギレルモ・デル・トロ監督のダークファンタジー『パンズ・ラビリンス』（2006年）などのロケ地となった。廃墟に加えて新市街地の西側にあるプエージョの聖母神殿もこの町の見どころの一つである。廃墟はガイドツアーの目的地にもなっており、年間10,000人以上が訪れる。

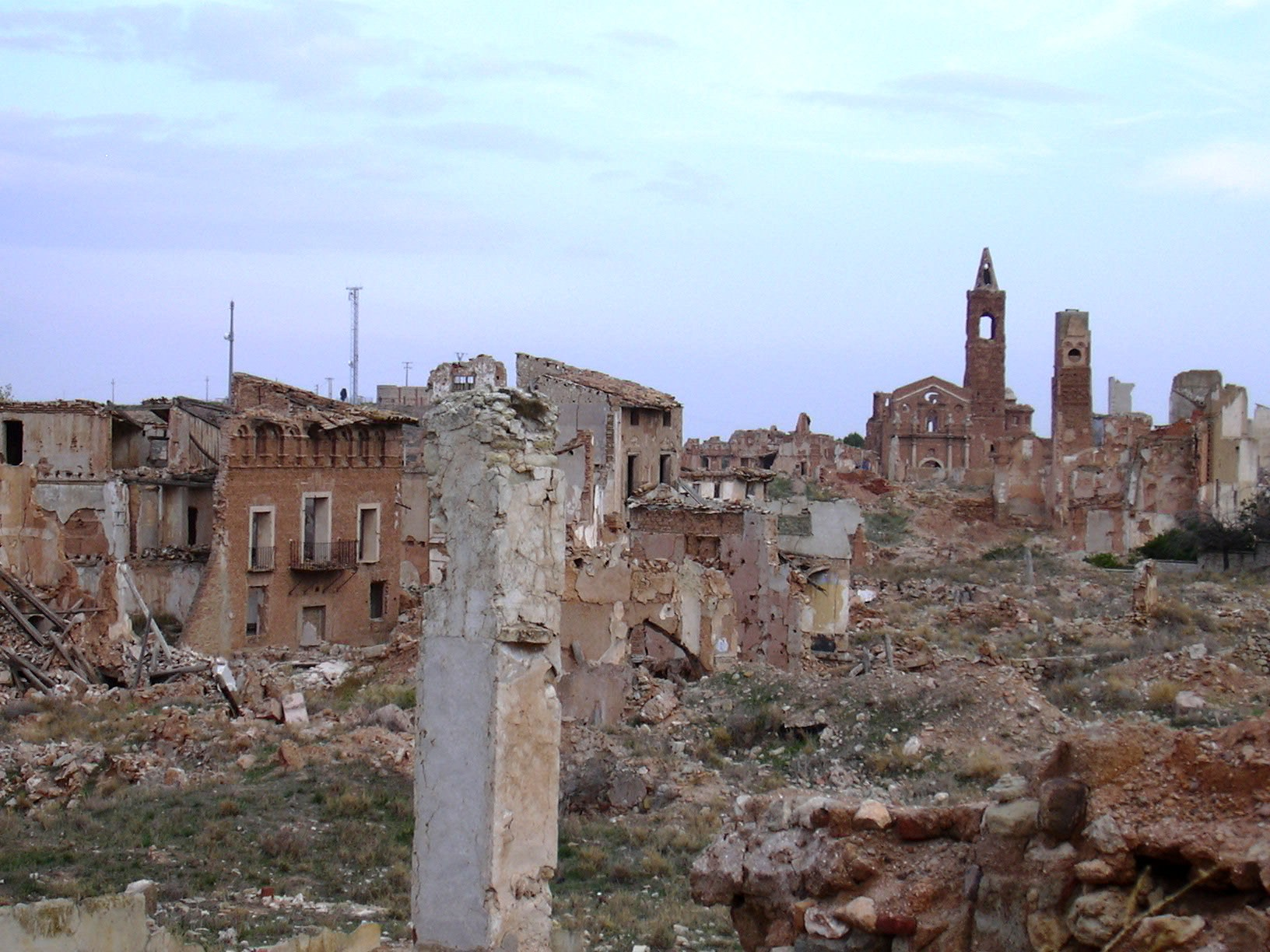
旧市街の廃墟
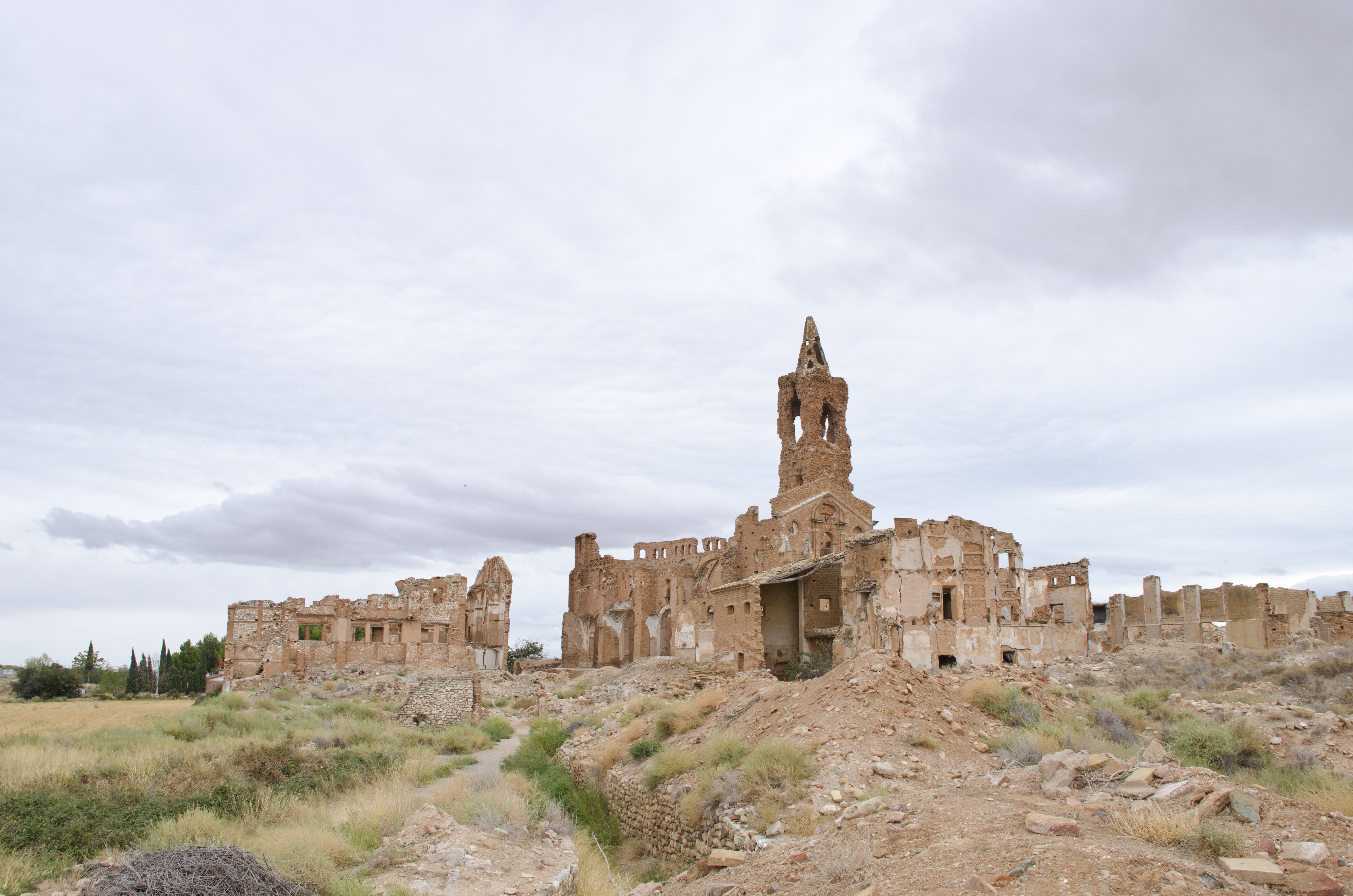
旧市街の廃墟
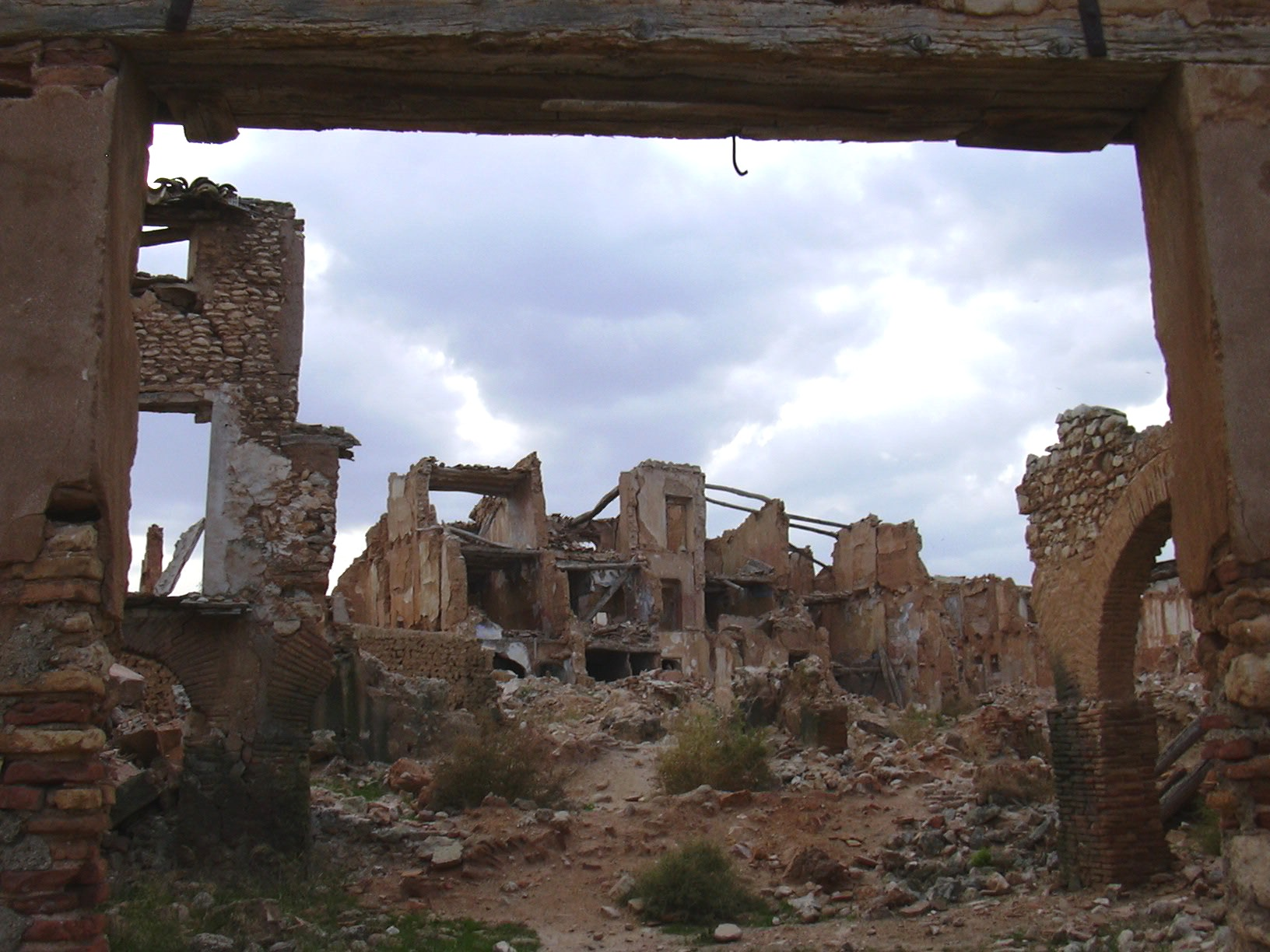
旧市街の廃墟
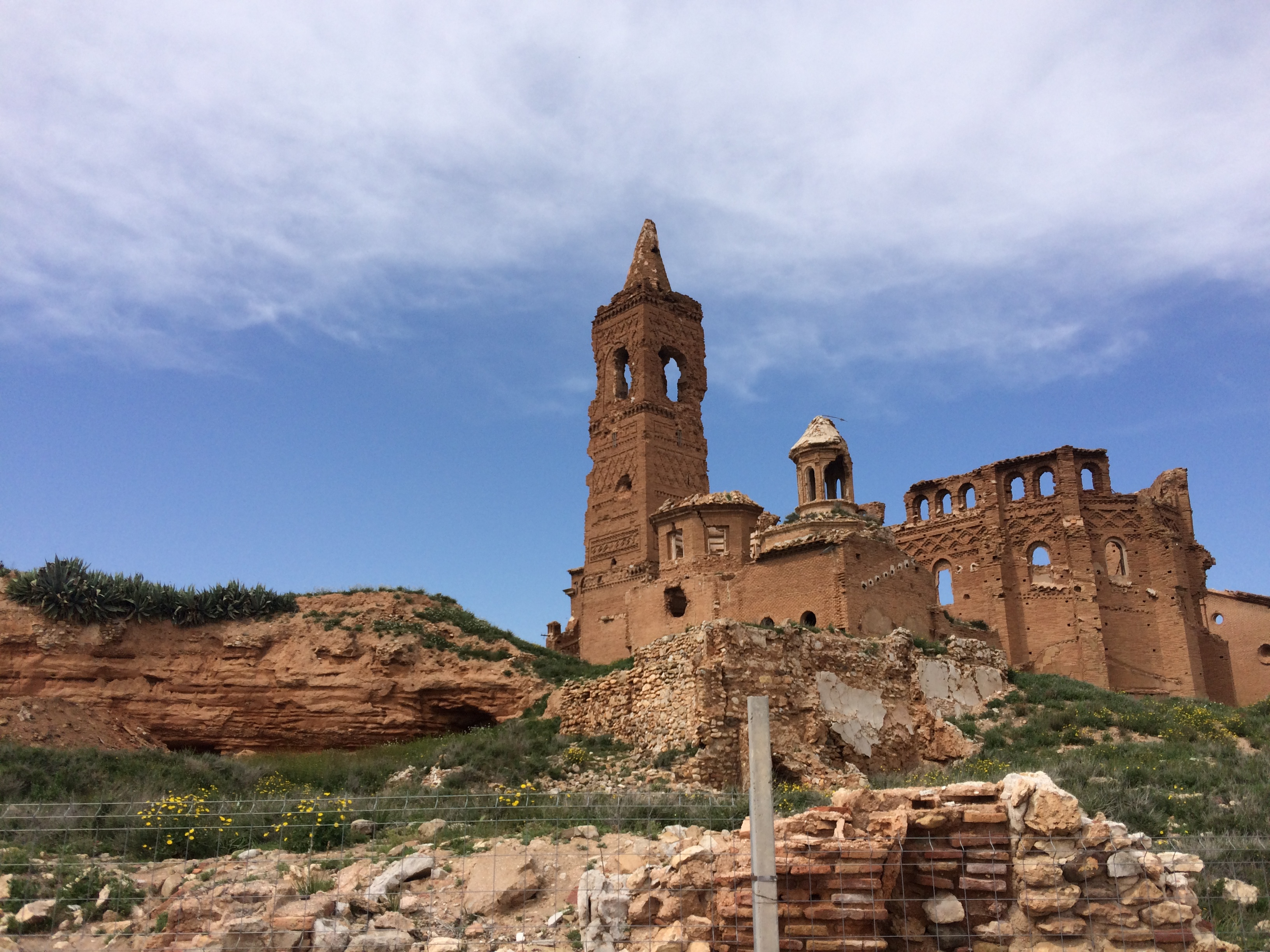
旧市街の廃墟
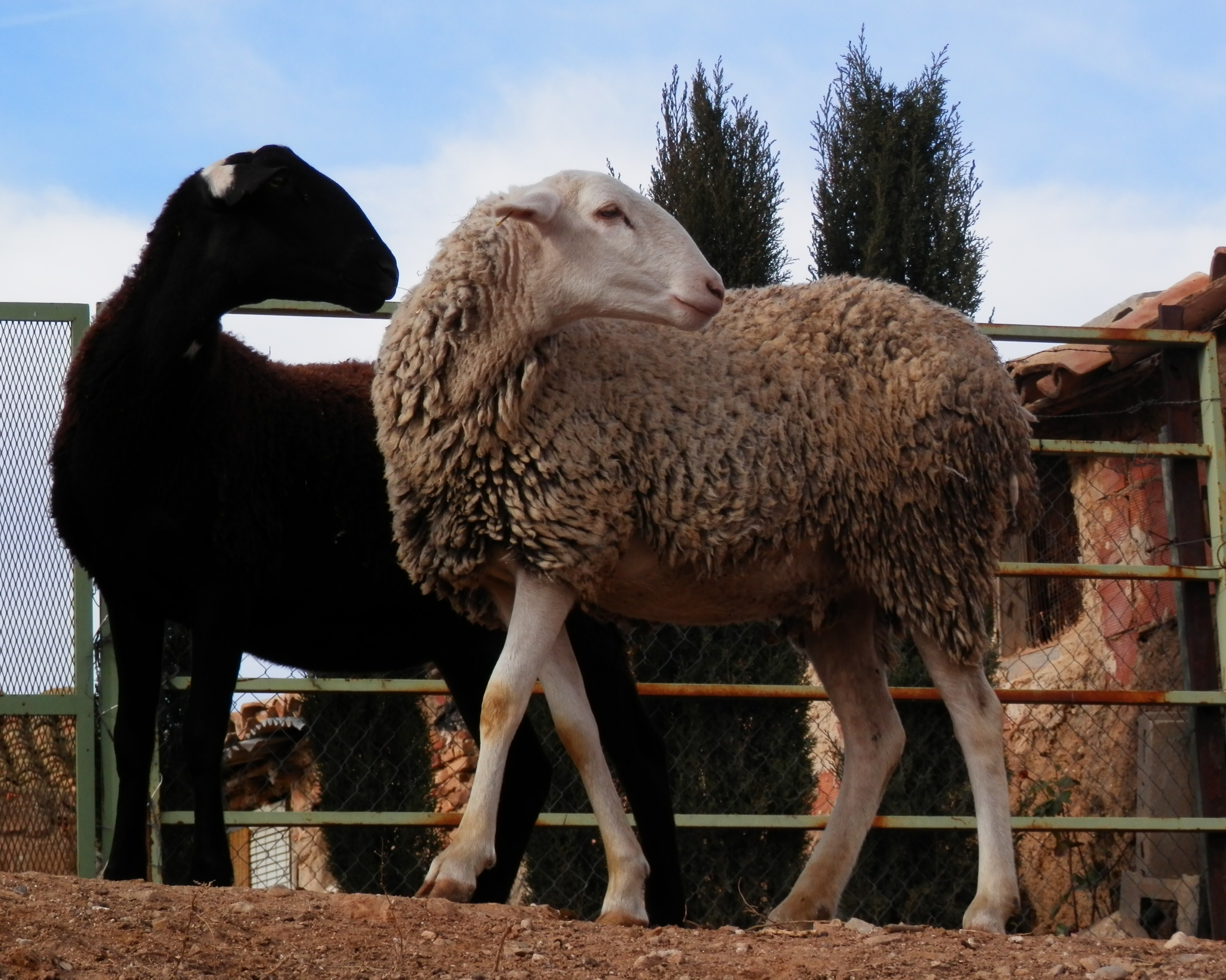
ポーズが様になっている二頭の羊

## 政治

### 自治体首長
| 任期      | 首長名                                                        | 政党    |
| --------- | ------------------------------------------------------------- | ------- |
| 1979–1983 | José María Beltrán Pérez(79-80) Fernando Salas Navarro(80-83) | PAR UCD |
| 1983–1987 |                                                               |         |
| 1987–1991 |                                                               |         |
| 1991–1995 |                                                               |         |
| 1995–1999 |                                                               |         |
| 1999–2003 |                                                               |         |
| 2003–2007 |                                                               |         |
| 2007–2011 |                                                               |         |
| 2011–2015 | María Ángeles Ortiz Álvarez                                   | PSOE    |
| 2015–2019 | Carmelo Pérez                                                 | PP      |
| 2019–2023 | n/d                                                           | n/d     |
| 2023–     | n/d                                                           | n/d     |

### 自治体議会
| ベルチテ議会選挙結果          | ベルチテ議会選挙結果 | ベルチテ議会選挙結果 | ベルチテ議会選挙結果 | ベルチテ議会選挙結果 |
| 政党                          | 2003                 | 2007                 | 2011                 | 2015                 |
| ----------------------------- | -------------------- | -------------------- | -------------------- | -------------------- |
| アラゴン社会党(PSOE)          | 6                    | 6                    | 5                    | 4                    |
| 国民党(PP)                    | 2                    | 2                    | 3                    | 4                    |
| アラゴン人党(PAR)             | 1                    | 1                    | 1                    | 1                    |
| チュンタ・アラゴネシスタ(CHA) | -                    | -                    |                      |                      |